# Microtatorchis chaetophora
Microtatorchis chaetophora är en orkidéart som beskrevs av Rudolf Schlechter. Microtatorchis chaetophora ingår i släktet Microtatorchis och familjen orkidéer. Inga underarter finns listade i Catalogue of Life.